# العلاقات الإثيوبية الفانواتية
العلاقات الإثيوبية الفانواتية هي العلاقات الثنائية التي تجمع بين إثيوبيا وفانواتو.

## مقارنة بين البلدين
هذه مقارنة عامة ومرجعية للدولتين:
| وجه المقارنة                                              | إثيوبيا                        | فانواتو                                  |
| --------------------------------------------------------- | ------------------------------ | ---------------------------------------- |
| المساحة (كم2)                                             | 1.10 مليون                     | 12.19 ألف                                |
| عدد السكان (نسمة)                                         | 104.96 مليون                   | 276.24 ألف                               |
| الكثافة السكانية (ن./كم²)                                 | 95.42                          | 22.66                                    |
| العاصمة                                                   | أديس أبابا                     | بورت فيلا                                |
| اللغة الرسمية                                             | اللغة الأمهرية                 | اللغة البسلاما، لغة فرنسية، لغة إنجليزية |
| العملة                                                    | بير إثيوبي                     | فاتو فانواتي                             |
| الناتج المحلي الإجمالي (بليون دولار)                      | 80.56 مليار                    | 862.88 مليون                             |
| الناتج المحلي الإجمالي (تعادل القوة الشرائية) بليون دولار | 161.90 مليار                   | 790.76 مليون                             |
| الناتج المحلي الإجمالي الاسمي للفرد دولار أمريكي          | 619                            | 2.81 ألف                                 |
| الناتج المحلي الإجمالي للفرد دولار أمريكي                 | 1.50 ألف                       | 3.03 ألف                                 |
| مؤشر التنمية البشرية                                      | 0.442                          | 0.594                                    |
| رمز المكالمات الدولي                                      | +251                           | +678                                     |
| رمز الإنترنت                                              | .et                            | .vu                                      |
| المنطقة الزمنية                                           | ت ع م+03:00، توقيت شرق أفريقيا | ت ع م+11:00                              |

## منظمات دولية مشتركة
يشترك البلدان في عضوية مجموعة من المنظمات الدولية، منها:
| علم المنظمة | اسم المنظمة                                 | تاريخ انضمام إثيوبيا | تاريخ انضمام فانواتو |
| ----------- | ------------------------------------------- | -------------------- | -------------------- |
|             | الاتحاد البريدي العالمي                     | ?                    | ?                    |
|             | مؤسسة التنمية الدولية                       | 11 أبريل 1961        | 28 سبتمبر 1981       |
|             | منظمة حظر الأسلحة الكيميائية                | ?                    | ?                    |
|             | الأمم المتحدة                               | 13 نوفمبر 1945       | 15 سبتمبر 1981       |
|             | وكالة ضمان الاستثمار متعدد الأطراف          | 13 أغسطس 1991        | 27 يوليو 1988        |
|             | مؤسسة التمويل الدولية                       | 20 يوليو 1956        | 28 سبتمبر 1981       |
|             | مجموعة دول أفريقيا والكاريبي والمحيط الهادئ | ?                    | ?                    |
|             | البنك الدولي للإنشاء والتعمير               | 27 ديسمبر 1945       | 28 سبتمبر 1981       |
|             | الاتحاد الدولي للاتصالات                    | 20 فبراير 1932       | 30 مارس 1988         |
|             | يونسكو                                      | 1 يوليو 1955         | 10 فبراير 1994       |

## وصلات خارجية
- موقع وزارة الخارجية الإثيوبية